# Wereldkampioenschap voetbal 1982 (Groep 2) Engeland - Spanje
Het duel tussen Engeland en Spanje was voor beide landen de tweede en beslissende wedstrijd uit de tweede ronde bij het WK voetbal 1982 in Spanje. Het duel uit groep 2 werd gespeeld op maandag 5 juli 1982 (aanvangstijdstip 21:00 uur lokale tijd) in het Estadio Santiago Bernabéu in Madrid. Zowel Engeland als Spanje moest winnen om de halve finale te bereiken, nadat West-Duitsland drie dagen eerder met 2-1 van Spanje had gewonnen en drie punten uit twee duels had behaald.
Het was de vijftiende ontmoeting ooit tussen beide landen, die elkaar voor het laatst hadden getroffen op 25 maart 1981 in een vriendschappelijke wedstrijd in het Wembley Stadium van Londen. Spanje won dat duel destijds met 2-1 door doelpunten van Jesús María Satrústegui en Jesús María Zamora. Glenn Hoddle tekende voor de enige Engelse treffer.
Het WK-duel in Spanje, bijgewoond door 75.000 toeschouwers, stond onder leiding van scheidsrechter Alexis Ponnet uit België, die werd geassisteerd door lijnrechters Michel Vautrot (Frankrijk) en Belaïd Lacarne (Algerije). De wedstrijd tussen de twee Europese voetbalgrootmachten eindigde in een 0-0 gelijkspel, waardoor beide landen uitgeschakeld waren.

## Wedstrijdgegevens
| Engeland | 0 – 0        | Spanje |
| | goals        | |
| Ron Greenwood | bondscoach   | José Santamaría |
| |              | |
| Peter Shilton Mick Mills Terry Butcher Phil Thompson Kenny Sansom Bryan Robson Ray Wilkins Trevor Francis Tony Woodcock 64' Paul Mariner Graham Rix 63' | opstellingen | Luis Arconada José Antonio Camacho Rafael Gordillo Miguel Ángel Alonso 73' Miguel Tendillo José Ramón Alexanco Jesús Zamora Santiago Urquiaga 67' Enrique Saura Santillana Jesús María Satrústegui |
| Trevor Brooking 63' Kevin Keegan 64' | wissels      | 67' Pedro Uralde 73' Antonio Maceda |
| Ray Wilkins 15' | gele kaarten | |
| | rode kaarten | |

## Overzicht van wedstrijden
| Eerste ronde | | |
| Groep A | Groep B | Groep C |
| Italië – Polen Kameroen – Peru Italië – Peru Kameroen – Polen Polen – Peru Italië – Kameroen                                                       | West-Duitsland – Algerije Chili – Oostenrijk West-Duitsland – Chili Oostenrijk – Algerije Algerije – Chili West-Duitsland – Oostenrijk    | Argentinië – België Hongarije – El Salvador Argentinië – Hongarije België – El Salvador België – Hongarije Argentinië – El Salvador                |
| Groep D | Groep E | Groep F |
| Engeland – Frankrijk Tsjecho-Slowakije – Koeweit Engeland – Tsjecho-Slowakije Frankrijk – Koeweit Frankrijk – Tsjecho-Slowakije Engeland – Koeweit | Spanje – Honduras Joegoslavië – Noord-Ierland Spanje – Joegoslavië Honduras – Noord-Ierland Honduras – Joegoslavië Spanje – Noord-Ierland | Brazilië – Sovjet-Unie Schotland – Nieuw-Zeeland Brazilië – Schotland Sovjet-Unie – Nieuw-Zeeland Sovjet-Unie – Schotland Brazilië – Nieuw-Zeeland |

| Tweede ronde                                            |                                                                     |                                                             |                                                                             |
| Groep 1                                                 | Groep 2                                                             | Groep 3                                                     | Groep 4                                                                     |
| België – Polen België – Sovjet-Unie Polen – Sovjet-Unie | Engeland – West-Duitsland West-Duitsland – Spanje Engeland – Spanje | Italië – Argentinië Brazilië – Argentinië Italië – Brazilië | Frankrijk – Oostenrijk Oostenrijk – Noord-Ierland Noord-Ierland – Frankrijk |
| Halve finales                                           |                                                                     |                                                             |                                                                             |
| Polen – Italië                                          | Polen – Italië                                                      | West-Duitsland – Frankrijk                                  | West-Duitsland – Frankrijk                                                  |
| Troostfinale                                            |                                                                     |                                                             |                                                                             |
| Frankrijk – Polen                                       |                                                                     |                                                             |                                                                             |
| Finale                                                  |                                                                     |                                                             |                                                                             |
| Italië – West-Duitsland                                 |                                                                     |                                                             |                                                                             |